# Elecciones al Senado de los Estados Unidos de 2006 en Nueva York
Las elecciones al Senado de los Estados Unidos de 2006 en Nueva York se llevaron a cabo el 7 de noviembre de 2006. La entonces senadora demócrata estadounidense en ejercicio, Hillary Clinton, ganó la reelección para un segundo mandato en el cargo, por un margen de más de dos a uno. Clinton fue desafiada por el republicano John Spencer, ex alcalde de Yonkers y por el activista político Howie Hawkins del Partido Verde.

## Nominación demócrata

### Campaña

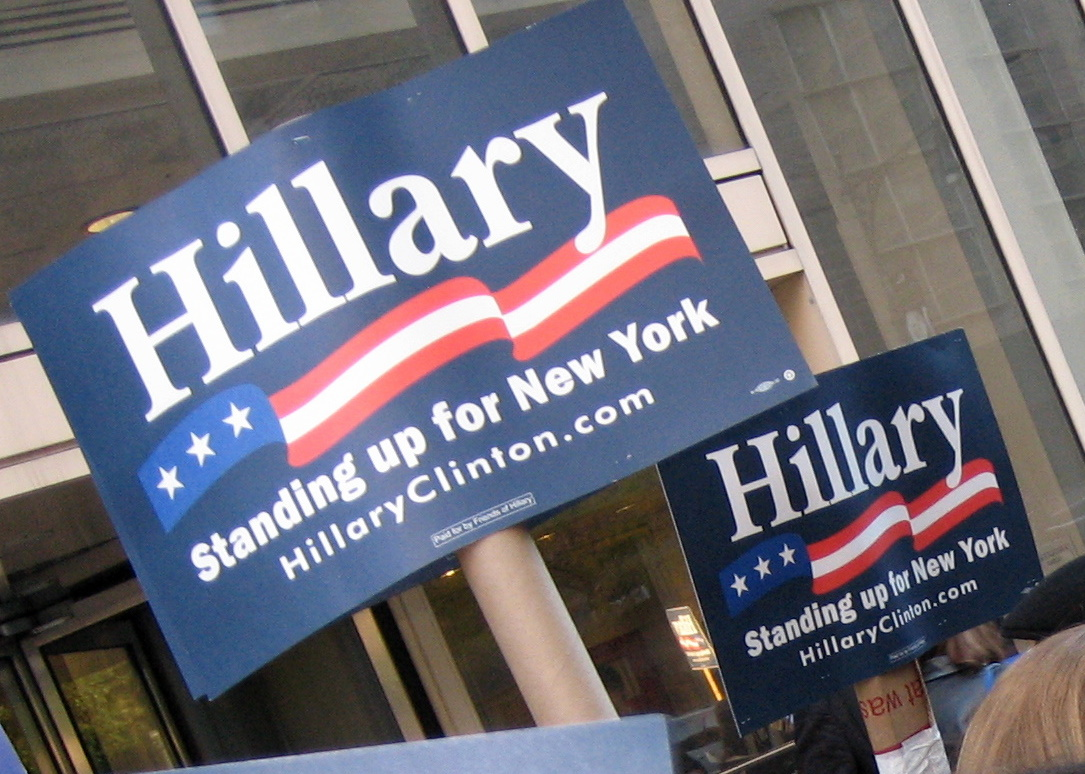
Carteles de la campaña de reelección de Hillary Clinton al Senado en 2006

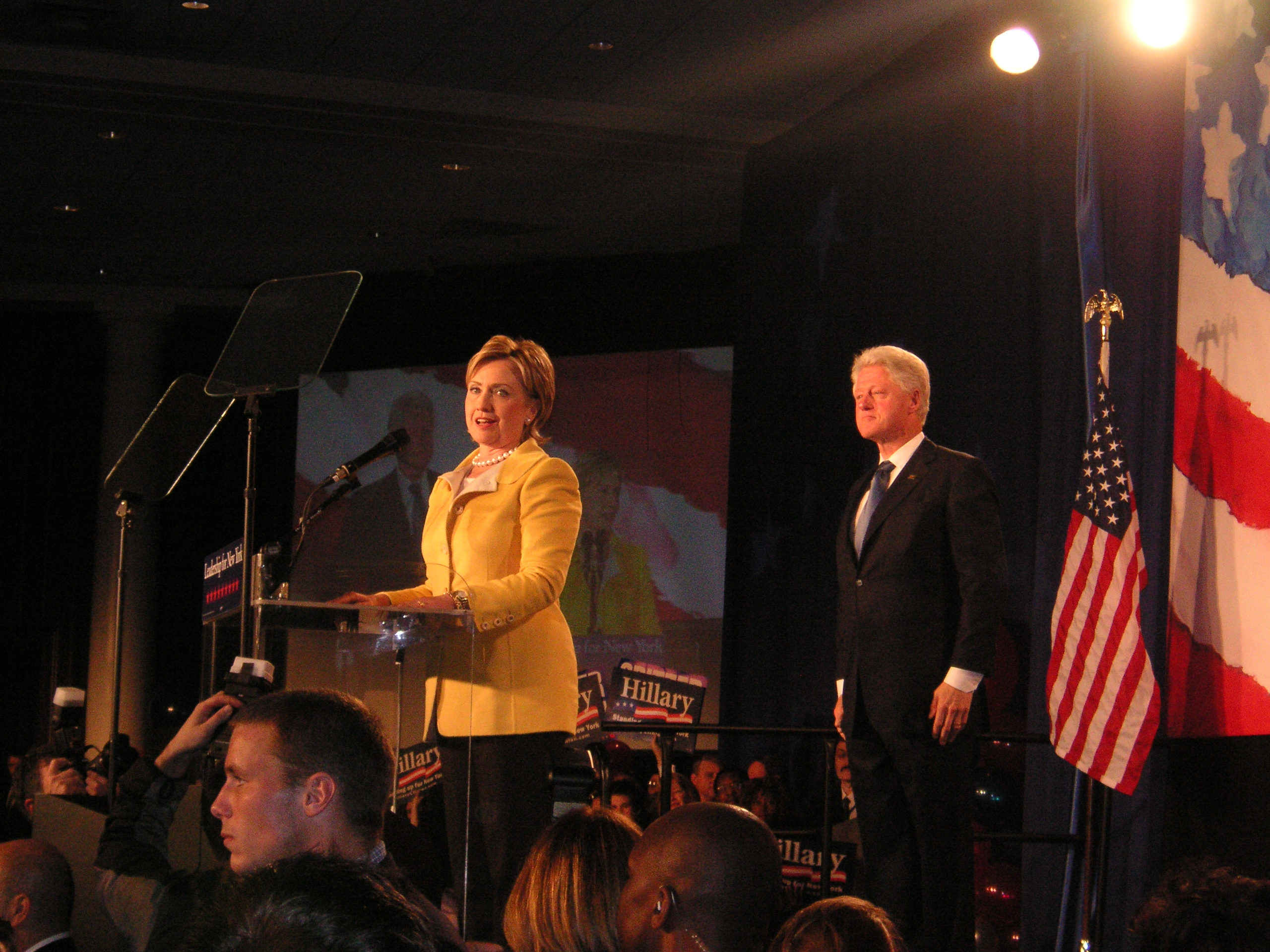
Clinton en su discurso de victoria electoral para el Senado, acompañada por su esposo Bill.

Hillary Clinton anunció en noviembre de 2004 que buscaría un segundo mandato en el Senado y comenzó a recaudar fondos y a hacer campaña. Clinton enfrentó oposición para la nominación del partido demócrata de la base pacifista de su propio partido, que se había sentido cada vez más frustrada con su respaldo a la guerra de Irak.
El 12 de octubre de 2005, el bombero y activista de New Paltz Steven Greenfield, un exlíder del Partido Verde, anunció que se postularía como demócrata. El 6 de diciembre de 2005, el activista laboral Jonathan Tasini anunció que se postularía también, presentándose como un candidato pacifista, pidiendo la retirada inmediata de las tropas de Irak, la atención médica universal, la expansión de los beneficios de Medicare, la creación de Cuentas Voluntarias Universales para las pensiones, y lo que él denominó "Nuevas Reglas para la Economía", una aproximación más centrada en los sindicatos en oposición al enfoque centrado en las empresas para temas económicos propugnado por Clinton. Tasini fue presidente del Economic Future Group y expresidente del Sindicato Nacional de Escritores. Tasini fue apoyado por la activista antibélica Cindy Sheehan, quien dijo en octubre de Clinton: "Resistiré su candidatura con todo mi poder y fuerza... No cometeré el error de apoyar para presidente de nuevo a otro demócrata a favor de la guerra".
El 31 de marzo de 2006, el empresario Mark Greenstein anunció su candidatura al escaño. Greenstein, respaldado por los "Nuevos Demócratas", se presentó como un demócrata no liberal que hacía campaña para "demostrar a la extrema izquierda la realidad de que un gobierno grande es la fuente de la mayoría de los problemas actuales que enfrentan los electores demócratas". Sostuvo que Clinton era "demasiado liberal" en su apoyo a las regulaciones, "demasiado maleable" en torno a la guerra de Irak y los derechos de los homosexuales, y que había perdido integridad al utilizar la cuestión de los puertos de Dubái con fines políticos. Greenstein desafió a Clinton a firmar una promesa de que cumpliría su mandato completo de 6 años en el Senado si era reelegida. Sin embargo, en mayo de 2006, Greenfield respaldó a Tasini y prácticamente se retiró de la carrera.
El 1 de junio de 2006, Clinton aceptó el respaldo unánime de la convención del Partido Demócrata del Estado de Nueva York en Buffalo. Ocho días después, Greenstein se retiró de la carrera. Tasini siguió adelante y presentó 40.000 firmas a la Comisión Electoral Estatal el 14 de julio, mucho más de las 15.000 necesarias para forzar una primaria. La campaña de Clinton dijo que no impugnaría las firmas.

### Resultados
| Resultados de las primarias demócratas al Senado por Nueva York de 2006 | Resultados de las primarias demócratas al Senado por Nueva York de 2006 | Resultados de las primarias demócratas al Senado por Nueva York de 2006 | Resultados de las primarias demócratas al Senado por Nueva York de 2006 | Resultados de las primarias demócratas al Senado por Nueva York de 2006 |
| Partido                                                                 | Partido                                                                 | Candidato/a                                                             | Votos                                                                   | %                                                                       |
| ----------------------------------------------------------------------- | ----------------------------------------------------------------------- | ----------------------------------------------------------------------- | ----------------------------------------------------------------------- | ----------------------------------------------------------------------- |
|                                                                         | Demócrata                                                               | Hillary Clinton (incumbente)                                            | 640,955                                                                 | 83.0%                                                                   |
|                                                                         | Demócrata                                                               | Jonathan B. Tasini                                                      | 124,999                                                                 | 17.9%                                                                   |
| Total                                                                   | Total                                                                   | Total                                                                   | 765,954                                                                 | 100%                                                                    |

## Nominación republicana

### Campaña
Los republicanos de Nueva York originalmente tenían grandes esperanzas de desafiar seriamente a Clinton y descarrilar su futura candidatura presidencial. Sin embargo, Clinton era políticamente fuerte en el estado y ningún republicano importante entró en la contienda, ya que el gobernador George Pataki y el primer oponente de su candidatura al Senado de 2000, Rudy Giuliani, se negaron a postular.  Los dos republicanos más destacados que contemplaron desafiar a Clinton fueron el abogado Ed Cox (yerno del expresidente Richard M. Nixon) y la fiscal de distrito del condado de Westchester, Jeanine Pirro.
Pirro fue considerada la favorita, pero su campaña tuvo dificultades inmediatas. Durante su anuncio de candidatura televisado en vivo el 10 de agosto de 2005 en la ciudad de Nueva York, se detuvo durante más de treinta segundos para buscar una parte que le faltaba en su discurso y luego preguntó en el aire: "¿Tengo la página 10?"   Los demócratas volvieron a transmitir la secuencia como parte de una parodia temática a lo Jeopardy! El Partido Conservador de Nueva York también se mostró reacio a aceptar a Pirro. El 18 de agosto de 2005, otro candidato republicano, el exalcalde de Yonkers John Spencer, dio una entrevista de radio en la que atacó a Pirro, calificando sus chances de ganar la nominación del Partido Conservador del Estado de Nueva York como "las probabilidades de un chino". Spencer se disculpó más tarde.
El 14 de octubre de 2005, el gobernador Pataki respaldó a Pirro. Más tarde ese día, Cox se retiró de la carrera; su campaña había recaudado solo $114,249 en contribuciones en los tres meses anteriores. El 18 de octubre de 2005, las declaraciones de Pirro que parecían sugerir que los demócratas eran indiferentes a los abusadores y asesinos de menores generaron fuertes críticas de la campaña de Clinton y otros.
Pirro estaba muy por detrás de Clinton en recaudación de fondos y en encuestas; su campaña no había logrado ganar terreno. Bajo presión de los funcionarios estatales del partido, abandonó la carrera el 21 de diciembre de 2005 para postularse para la Fiscalía General del Estado de Nueva York, dejando a los republicanos sin un candidato conocido. El anuncio fue programado para que coincidiera con la huelga de tránsito de la ciudad de Nueva York de 2005, a fin de que las dificultades de los republicanos recibieran muy poca atención.  Pirro no mencionó sus problemas de campaña, sino que dijo: "He llegado a la conclusión de que mi cabeza y mi corazón permanecen en la aplicación de la ley, y que mi servicio público debe continuar en ese ámbito".
Los nominados republicanos declarados ahora incluían a Spencer y K.T. McFarland, quien fue subsecretaria adjunta de Defensa para Asuntos Públicos durante la presidencia de Ronald Reagan. Cox consideró volver a participar en la carrera, pero no lo hizo. Políticamente, Spencer se oponía en general al aborto, al control de armas y era partidario de una seguridad fronteriza más estricta.  Apoyó a la administración de George W. Bush y sus políticas, incluida la guerra en Irak. Spencer se pronunció a favor de que la Corte de Apelaciones de Nueva York negara el matrimonio entre personas del mismo sexo a 42 parejas de homosexuales y lesbianas que impugnaron esa negación como inconstitucional. Spencer dijo que la igualdad en el matrimonio para parejas del mismo sexo equivale a "derechos especiales para los homosexuales". Spencer fue respaldado por funcionarios republicanos como el congresista Vito Fossella. En contraste, McFarland estaba a favor del aborto. Sin embargo, McFarland tuvo problemas con un comentario de marzo que parecía alegar que la campaña de Clinton había estado volando helicópteros a baja altura sobre su casa de Southampton, Nueva York para espiarla; Más tarde dijo que había estado bromeando, pero el episodio la perjudicó.  En mayo, el director de campaña de McFarland, Ed Rollins, presentó acusaciones sobre la vida personal contra Spencer, a lo que este último respondió: "Qué vergüenza". 
El 31 de mayo de 2006, Spencer ganó el respaldo de la organización estatal del Partido Republicano, pero no alcanzó el umbral del 75 por ciento que necesitaba para evitar que McFarland obtuviera una posición automática en las elecciones primarias. Recibió el 63 por ciento y, por lo tanto, tenía que enfrentarse a McFarland en las primarias republicanas del 12 de septiembre. Spencer pidió a McFarland que se hiciera a un lado después de la votación, pero McFarland dijo que no lo haría. En un anuncio de radio de junio de 2006, Spencer atacó a los republicanos nacionales por no financiar su campaña. El 22 de agosto, McFarland anunció que suspendería su campaña hasta nuevo aviso después de que sorprendieran a su hija robando en una tienda.

### Resultados
El 12 de septiembre de 2006, Spencer derrotó a McFarland en la primaria republicana, ganando con el 61 frente al 39 por ciento de los votos. La participación republicana fue inferior al 6%, el nivel más bajo en más de 30 años.  Spencer también ganaría el respaldo del Partido Conservador.
| Resultados de las primarias republicanas al Senado por Nueva York de 2006 | Resultados de las primarias republicanas al Senado por Nueva York de 2006 | Resultados de las primarias republicanas al Senado por Nueva York de 2006 | Resultados de las primarias republicanas al Senado por Nueva York de 2006 | Resultados de las primarias republicanas al Senado por Nueva York de 2006 |
| Partido                                                                   | Partido                                                                   | Candidato/a                                                               | Votos                                                                     | %                                                                         |
| ------------------------------------------------------------------------- | ------------------------------------------------------------------------- | ------------------------------------------------------------------------- | ------------------------------------------------------------------------- | ------------------------------------------------------------------------- |
|                                                                           | Republicano                                                               | John Spencer                                                              | 114,914                                                                   | 60.79%                                                                    |
|                                                                           | Republicano                                                               | K. T. McFarland                                                           | 74,108                                                                    | 39.21%                                                                    |
| Total                                                                     | Total                                                                     | Total                                                                     | 189,022                                                                   | 100%                                                                      |

## Nominaciones de terceros partidos

### Verde
Howie Hawkins era el candidato del Partido Verde al Senado de los Estados Unidos en el estado de Nueva York.
Su tema de campaña distintivo fue la Guerra de Irak. Específicamente, Hawkins criticó el respaldo de la senadora Clinton a la resolución de la guerra de Irak y el apoyo continuo a la presencia de tropas estadounidenses en Irak.
Hawkins se comprometió a implementar lo que describió como una versión moderna de la Enmienda Hatfield-Kennedy (una propuesta de resolución del Senado destinada a cortar los fondos para la guerra de Vietnam) que desfinanciaría las operaciones militares de las Fuerzas Armadas Norteamericanas a menos y hasta que fueran reasignadas fuera de la escena y posiblemente reemplazadas por una fuerza internacional de mantenimiento de la paz.
Hizo un llamado a los partidarios de Tasini a votar por él en las elecciones generales.

### Libertario
Jeff Russell fue nominado como candidato oficial del Partido Libertario al Senado de los Estados Unidos en la Convención del Partido Libertario de Nueva York el 29 de abril de 2006, en Albany .

## Elección general

### Candidatos

#### Principales
- Hillary Rodham Clinton (demócrata) - Senadora en ejercicio de los Estados Unidos por Nueva York, en el cargo desde el 3 de enero de 2001. Esposa de Bill Clinton, el 42° presidente de los Estados Unidos, fue primera dama de los Estados Unidos durante sus dos mandatos de 1993 a 2001. Antes de eso, fue abogada y primera dama de Arkansas. Clinton también estaba en las líneas del Partido de la Independencia de Nueva York y el Partido de las Familias Trabajadoras. El Partido Liberal de Nueva York no apareció en la boleta electoral en 2006.
- John Spencer (republicano), ex alcalde de Yonkers, Nueva York (1995-2003). Antes de ingresar a la política como miembro del Ayuntamiento de Yonkers en 1991, trabajó en comercio minorista, servicio de alimentos, construcción, gestión de residuos y banca. Spencer también estaba en la línea del Partido Conservador de Nueva York.[17]

#### Secundarios
- Bill Van Auken (Socialist Equality): escritor a tiempo completo del World Socialist Web Site y candidato del Partido Socialista por la Igualdad en 2004 a la presidencia de Estados Unidos.[18]
- Roger Calero (Socialist Workers): escritor de The Militant, editor asociado de Perspective Mundial y candidato del Partido Socialista de los Trabajadores a la presidencia de Estados Unidos en 2004.
- Howie Hawkins (Green): político y activista estadounidense. Cofundó la Alianza Clamshell antinuclear en 1976 y el Partido Verde en los Estados Unidos en 1984.
- Boris Krymskiy (I): un candidato independiente según algunas presentaciones de la FEC,  pero no fue incluido en la boleta electoral ni incluido en los resultados finales.
- Jeff Russell (Libertario): El eslogan de la campaña de Russell era "Un voto por la paz y la libertad nunca es un voto en vano".
- Lester "Beetlejuice" Green (Wack Pack): Green hizo un anuncio por video para las "Elecciones al Senado de Nueva York de 2008", aunque no hubo elecciones al Senado en Nueva York en 2008. El video del anuncio enumeró sus posturas sobre el aborto y los recortes de impuestos. Green no figuraba en ninguna boleta.

### Campaña
Clinton gastó $ 36 millones para su reelección, más que cualquier otro candidato al Senado en las elecciones de 2006.
Las encuestas durante la campaña generalmente mostraron a Clinton con una ventaja de 20 puntos o más sobre Spencer, y ninguno de los candidatos de terceros (Hawkins, Bill Van Auken del Partido Socialista por la Igualdad y Jeff Russell del Partido Libertario) demostraron fuerza.
El 7 de noviembre de 2006, Clinton ganó fácilmente, obteniendo el 67% de los votos frente al 31% de Spencer.

### Debates
- Video completo del debate, 20 de octubre de 2006[19]
- Video completo del debate, 22 de octubre de 2006

### Votación
| Fuente                              | Fecha                    | Clinton (D) | Spencer (R) |
| ----------------------------------- | ------------------------ | ----------- | ----------- |
| Marist College                      | 30 de septiembre de 2005 | 62%         | 31%         |
| Strategic Vision (R)                | 27 de octubre de 2005    | 66%         | 19%         |
| Strategic Vision (R)                | 8 de diciembre de 2005   | 67%         | 20%         |
| Quinnipiac                          | 20 de enero de 2006      | 60%         | 30%         |
| Instituto de Investigación de Siena | 30 de enero de 2006      | 58%         | 31%         |
| Marist College                      | 30 de enero de 2006      | 62%         | 33%         |
| Strategic Vision (R)                | 2 de marzo de 2006       | 63%         | 24%         |
| Quinnipiac                          | 30 de marzo de 2006      | 60%         | 30%         |
| Zogby International                 | 4 de abril de 2006       | 54%         | 33%         |
| Strategic Vision (R)                | 28 de abril de 2006      | 58%         | 24%         |
| Instituto de Investigación de Siena | 4 de mayo de 2006        | 58%         | 33%         |
| Marist College                      | 10 de mayo de 2006       | 63%         | 33%         |
| Quinnipiac                          | 18 de mayo de 2006       | 63%         | 27%         |
| Instituto de Investigación de Siena | 19 de junio de 2006      | 58%         | 32%         |
| Quinnipiac                          | 22 de junio de 2006      | 57%         | 33%         |
| Marist College                      | 19 de julio de 2006      | 61%         | 34%         |
| Rasmussen                           | 5 de agosto de 2006      | 61%         | 31%         |
| Instituto de Investigación de Siena | 7 de agosto de 2006      | 58%         | 32%         |
| Marist College                      | 23 de agosto de 2006     | 60%         | 35%         |
| Marist College                      | 8 de septiembre de 2006  | 62%         | 32%         |
| Instituto de Investigación de Siena | 18 de septiembre de 2006 | 62%         | 33%         |
| Quinnipiac                          | 5 de octubre de 2006     | 66%         | 31%         |
| Instituto de Investigación de Siena | 16 de octubre de 2006    | 59%         | 32%         |
| Quinnipiac                          | 19 de octubre de 2006    | 65%         | 30%         |
| Marist College                      | 20 de octubre de 2006    | 67%         | 30%         |
| Instituto de Investigación de Siena | 3 de noviembre de 2006   | 65%         | 28%         |
| Marist College                      | 3 de noviembre de 2006   | 65%         | 32%         |

### Resultados
La elección no fue cerrada, ya que Clinton ganó 58 de los 62 condados de Nueva York. Clinton tuvo un desempeño sorprendentemente fuerte en el norte del estado de Nueva York, que tiende a empates. Cuando los márgenes de Clinton en el norte del estado se combinaron con sus enormes números fuera de la ciudad de Nueva York, no hubo recuperación para los republicanos. Clinton prestó juramento para lo que sería su último mandato en el Senado desde el 3 de enero de 2007 hasta el 21 de enero de 2009, cuando asumió el cargo de Secretaria de Estado de los Estados Unidos .
Fuente: Resultados de las elecciones generales de la Junta Electoral del Estado de Nueva York, certificado el 14 de diciembre de 2006
| Elecciones al Senado de los Estados Unidos por Nueva York, 2006 | Elecciones al Senado de los Estados Unidos por Nueva York, 2006 | Elecciones al Senado de los Estados Unidos por Nueva York, 2006 | Elecciones al Senado de los Estados Unidos por Nueva York, 2006 | Elecciones al Senado de los Estados Unidos por Nueva York, 2006 | Elecciones al Senado de los Estados Unidos por Nueva York, 2006 |
| Partido                                                         | Partido                                                         | Candidato/a                                                     | Votos                                                           | %                                                               | ±%                                                              |
| --------------------------------------------------------------- | --------------------------------------------------------------- | --------------------------------------------------------------- | --------------------------------------------------------------- | --------------------------------------------------------------- | --------------------------------------------------------------- |
|                                                                 | Demócrata                                                       | Hillary Clinton                                                 | 2,698,931                                                       |                                                                 |                                                                 |
|                                                                 | Independencia                                                   | Hillary Clinton                                                 | 160,705                                                         |                                                                 |                                                                 |
|                                                                 | Familias Trabajadoras                                           | Hillary Clinton                                                 | 148,792                                                         |                                                                 |                                                                 |
|                                                                 | total                                                           | Hillary Clinton (en el cargo)                                   | 3,008,428                                                       | 67.0                                                            | +11.7                                                           |
|                                                                 | Republicano                                                     | John Spencer                                                    | 1,212,902                                                       |                                                                 |                                                                 |
|                                                                 | Conservador                                                     | John Spencer                                                    | 179,287                                                         |                                                                 |                                                                 |
|                                                                 | total                                                           | John Spencer                                                    | 1,392,189                                                       | 31.0                                                            | -12.0                                                           |
|                                                                 | Verde                                                           | Howie Hawkins                                                   | 55,469                                                          | 1.2                                                             | +0.6                                                            |
|                                                                 | Libertario                                                      | Jeff Russell                                                    | 20,996                                                          | 0.5                                                             | +0.4                                                            |
|                                                                 | Socialista por la Igualdad                                      | Bill Van Auken                                                  | 6,004                                                           | 0.1                                                             | n/a                                                             |
|                                                                 | Socialista Obrero                                               | Roger Calero                                                    | 6,967                                                           | 0.2                                                             | +0.2                                                            |
| Margen de victoria                                              | Margen de victoria                                              | Margen de victoria                                              | 1,616,239                                                       | 36.0                                                            |                                                                 |
| Participación                                                   | Participación                                                   | Participación                                                   | 4,490,053                                                       | 38.48%                                                          |                                                                 |
|                                                                 | Control demócrata                                               | Control demócrata                                               | Variación                                                       | +11.9                                                           |                                                                 |

Los porcentajes no se suman al 100% debido al redondeo.
Según la ley del estado de Nueva York, los totales de Clinton y Spencer incluyen los votos de sus partidos minoritarios: Partido de la Independencia y Partido de las Familias Trabajadoras para Clinton, Partido Conservador para Spencer.
Además, 213,777 boletas fueron en blanco, nulas o dispersas, y no se incluyen en la suma ni en los porcentajes de participación.

### Análisis

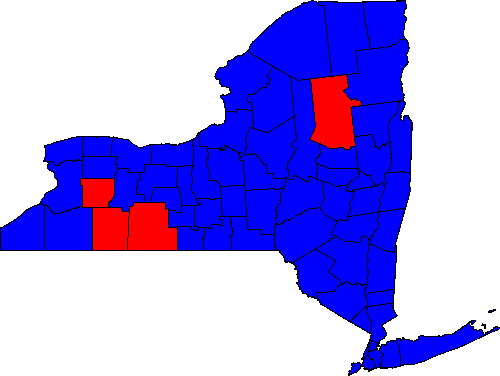
Resultados de las elecciones por condado.

El margen de victoria de Clinton sobre su oponente republicano (67% – 31%) fue un aumento significativo de su desempeño en la carrera por el Senado de 2000 contra Rick Lazio (55% – 43%). Ganó todos menos cuatro de los sesenta y dos condados de Nueva York.
Fue el segundo mayor margen de victoria para una carrera por el Senado en la historia de Nueva York,[cita requerida] y el tercero más grande para una carrera estatal en Nueva York.[cita requerida] El margen de Clinton en 2006 no fue exactamente igual al porcentaje recibido por Eliot Spitzer en la contienda por gobernador (69 %% – 29%) ni por Charles Schumer en su campaña de reelección del Senado de 2004 (71 %% – 24%), los cuales también habían sido contra oponentes republicanos poco conocidos.

## Legado

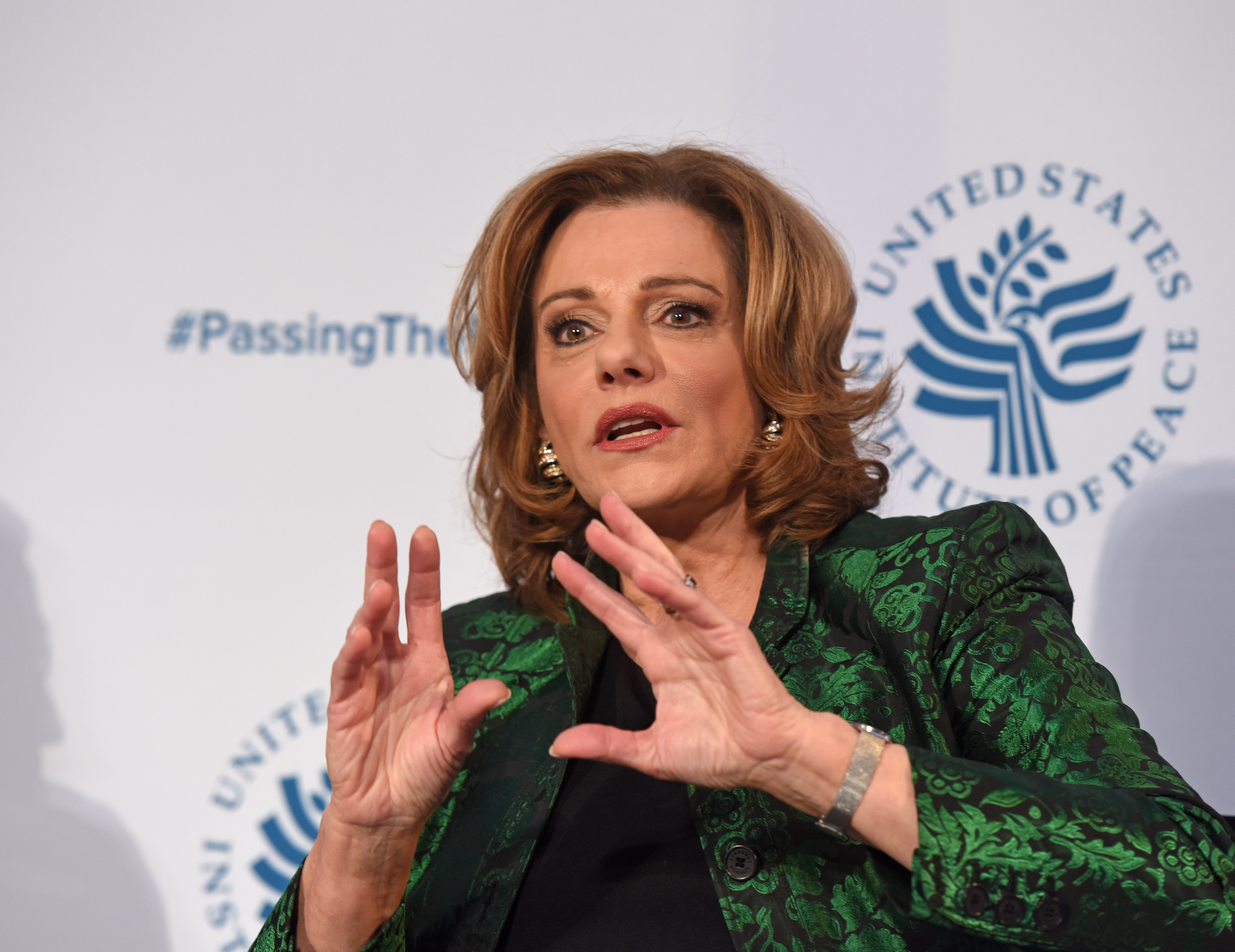
McFarland, derrotada por Spencer en las primarias republicanas, fue por pocos meses asesora adjunta de Seguridad Nacional en 2017.

Jeanine Pirro conseguiría la nominación republicana para fiscal general del Estado de Nueva York, pero perdió en las elecciones de fiscal general de 2006 ante el demócrata Andrew Cuomo. 
Clinton fue criticada por algunos demócratas por gastar demasiado en una contienda unilateral, mientras que a algunos partidarios les preocupaba que no dejara más fondos para una posible candidatura presidencial en 2008. En los meses siguientes transfirió $10 millones de sus fondos del Senado para su campaña presidencial de 2008.
Después de su derrota como fiscal general, Pirro dejó la política electoral y se convirtió en jueza de televisión y comentarista política. Spencer dejó la política por completo. Tasani se postuló para un escaño en la Cámara en 2010, pero no fue competitivo. Clinton se quedó corta en su candidatura a la nominación presidencial de 2008, se desempeñó como Secretaria de Estado de los Estados Unidos durante cuatro años y luego se postuló nuevamente en las elecciones presidenciales de Estados Unidos de 2016, pero sufrió una derrota en las elecciones generales. La candidata de esta campaña para el Senado de 2006 cuyo mandato se situó más lejos en el futuro resultó ser McFarland, quien en 2017 se convirtió en Asesora Adjunta de Seguridad Nacional de los Estados Unidos.